# Мерсер, Руби
Руби Мерсер (англ. Ruby Mercer, в замужестве Пор, англ. Por; 26 июля 1906, Атенс, штат Огайо — 26 января 1999, Торонто) — американско-канадская певица (сопрано) и музыкальный журналист.
Училась в Консерватории Цинциннати, затем в Джульярдской школе у Марчеллы Зембрих и Флоренс Пейдж Кимбол. В 1934 г. выиграла Наумбурговский конкурс молодых исполнителей, после чего была замечена Эдуардом Джонсоном (чью биографию — «Тенор своего времени», англ. The Tenor of His Time — она позднее написала) и рекомендована в Метрополитен-опера, где дебютировала в 1936 г. в партии Недды («Паяцы» Леонкавалло). На протяжении последующего десятилетия Мерсер выступала в различных оперных антрепризах, а также в бродвейских мюзиклах. В 1949—1958 гг. Мерсер вела посвящённые опере программы на американских радиостанциях.
В 1958 г., выйдя замуж за канадского бизнесмена, Мерсер переехала в Торонто. Здесь она в 1960 г. основала ежеквартальное издание «Opera in Canada» (с 1963 г. «Opera Canada») и возглавляла его до 1990 г. Одновременно Мерсер печатала статьи об опере в других американских и канадских изданиях, в 1962—1984 гг. вела еженедельную программу об опере на радиостанции CBC. В 1968 г. она вместе с Ллойдом Брэдшоу организовала Канадский детский оперный хор и стала его первым президентом.
В 1983 г. награждена медалью Канадского совета по музыке, в 1988 г. — премией города Торонто за жизненный вклад в искусство. В 1995 г. удостоена звания члена Ордена Канады.